# Filtrare

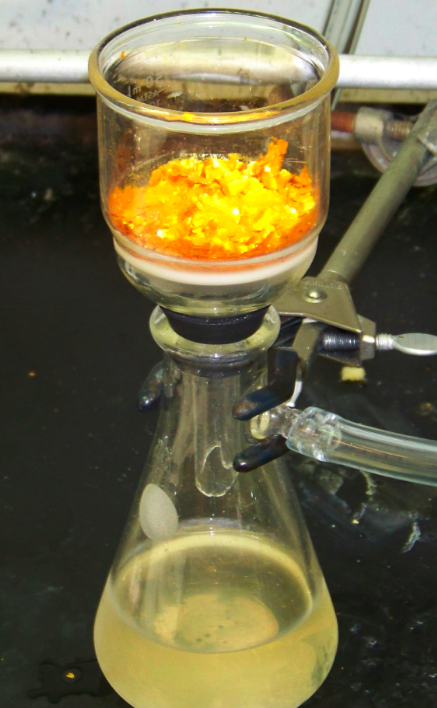
Filtrare în vid realizată cu ajutorul unui vas de trompă și a unei pâlnii Pahar Büchner

Filtrarea este o operație mecanică sau fizică de separare din soluții sau gaze, printr-un filtru, a unor substanțe (particule) solide, insolubile, dar cu densitate apropiată de cea a lichidului sau gazului în care se găsesc.
În general, operația se realizează prin trecerea amestecului printr-un corp poros, prin centrifugare sau prin forțe electrostatice.
Are ca scop curățarea fluidului, recuperarea fazei solide sau obținerea ambelor faze.
Filtrarea apei are două scopuri: îndepărtarea materiilor în suspensie și eliminarea microorganismelor, a germenilor etc.